# Þrúðvangr
Nella mitologia norrena Þrúðvangar (Thrúdvangar o Thrudvangar) o Þrúðvangr (Thrúdvang o Thrudvang), che significa "Pianura/Campo di forza" in lingua norrena, è la casa di Thor secondo Snorri Sturluson, che lo cita nella sua Edda in prosa (Gylfaginning, 21, 47; Skáldskaparmál, 17) e nel racconto evemerizzato della Saga degli Ynglingar (5)
(Gylfaginning (21))
Ma nel poema eddico Grímnismál (4), la casa di Thor è chiamata Þrúðheimr.